# Landskapstrollsländor
Varje landskap har ett antal symboler som skall vara speciella för just den delen av Sverige. 
Landskapstrollsländorna är utvalda av Trollsländeföreningen som är en del av Sveriges Entomologiska förening år 2022.
| Landskap      | Insekt                                                                  | Bild |
| ------------- | ----------------------------------------------------------------------- | ---- |
| Blekinge      | Blåbandad jungfruslända Calopteryx splendens Harris, 1780               |      |
| Bohuslän      | Citronfläckad kärrtrollslända Leucorrhinia pectoralis Charpentier, 1825 |      |
| Dalarna       | Blå jungfruslända Calopteryx virgo Linnaeus, 1758                       |      |
| Dalsland      | Bred kärrtrollslända Leucorrhinia caudalis Charpentier, 1840            |      |
| Gotland       | Kilfläckslända Anaciaeschna isosceles Müller, 1767                      |      |
| Gästrikland   | Fyrfläckad trollslända Libellula quadrimaculata Linnaeus, 1758          |      |
| Halland       | Sandflodtrollslända Gomphus vulgatissimus Linnaeus, 1758                |      |
| Hälsingland   | Kungstrollslända Cordulegaster boltonii Donovan, 1807                   |      |
| Härjedalen    | Fjällmosaikslända Aeshna caerulea Ström, 1783                           |      |
| Jämtland      | Svart ängstrollslända Sympetrum danae Sulzer, 1776                      |      |
| Lappland      | Tundratrollslända Somatochlora sahlbergi Trybom, 1889                   |      |
| Medelpad      | Griptångsflickslända Coenagrion armatum Charpentier, 1840               |      |
| Norrbotten    | Grön flodtrollslända Ophiogomphus cecilia Fourcroy, 1785                |      |
| Närke         | Vassmosaikslända Aeshna osiliensis Mierzejewski, 1913                   |      |
| Skåne         | Blå kejsartrollslända Anax imperator Leach, 1815                        |      |
| Småland       | Större sjötrollslända Orthetrum cancellatum Linnaeus, 1758              |      |
| Södermanland  | Vinterflickslända Sympecma fusca Vander Linden, 1820                    |      |
| Uppland       | Dvärgflickslända Nehalennia speciosa Charpentier, 1840                  |      |
| Värmland      | Nordisk kärrtrollslända Leucorrhinia rubicunda Linnaeus, 1758           |      |
| Västerbotten  | Metalltrollslända Somatochlora metallica Vander Linden, 1825            |      |
| Västergötland | Blågrön mosaikslända Aeshna cyanea Müller, 1764                         |      |
| Västmanland   | Myrflickslända Coenagrion johanssoni Wallengren, 1894                   |      |
| Ångermanland  | Spjutflickslända Coenagrion hastulatum Charpentier, 1825                |      |
| Öland         | Pudrad kärrtrollslända Leucorrhinia albifrons Burmeister, 1839          |      |
| Östergötland  | Grön mosaikslända Aeshna viridis Eversmann, 1836                        |      |